# Serra de Miralles (Palafolls)
La Serra de Miralles és una serra situada als municipis de Palafolls i Santa Susanna a la comarca del Maresme. Es pot veure i accedir des del municipi de Malgrat de Mar. El cim més alt és el Turó Gros de Miralles (341 m). Al vessant occidental es troba la Ciutat Jardí.